# دييغو تشافيز (لاعب كرة قدم)
دييغو تشافيز (بالإسبانية: Diego Chávez)‏ هو لاعب كرة قدم أرجنتيني في مركز الوسط، ولد في 24 سبتمبر 1997 في محافظة تشاكو في الأرجنتين. لعب مع Club Atlético Colegiales (Argentina) ‏.

## وصلات خارجية
- دييغو تشافيز (لاعب كرة قدم) على موقع قاعدة بيانات كرة القدم.إي يو (الإنجليزية)
- دييغو تشافيز (لاعب كرة قدم) على موقع Soccerway.com (الإنجليزية)